# Anna Saská (1903–1976)
Anna Saská (Anna Monika Pia; 4. května 1903 Lindau – 8. únor 1976 Mnichov) byla sedmé a nejmladší dítě krále Fridricha Augusta III. Saského a jeho manželky arcivévodkyně Luisy Toskánské. Sňatkem s arcivévodou Josefem Františkem Habsbursko-Lotrinským se stala členkou Habsbursko-lotrinské dynastie a arcivévodkyní a princeznou rakouskou, princeznou uherskou, českou a chorvatskou.

## Dětství
Anna Pia se narodila během dramatického rozvodu svých rodičů. Její matka opustila manžela v prosinci roku 1902 kvůli svému milenci, učiteli jazyků svých starších dětí André Gironovi, jemuž bylo otcovství Anny Pii připisováno. Fridrich August nakonec dítě, jež se narodilo 4. května následujícího roku, uznal za své. Anna Pia nicméně zůstala u matky až do jejího druhého sňatku s hudebním skladatelem Enricem Tossellim, teprve 26. října roku 1907 byla předána otci; Anna Pia pak vyrůstala na královském dvoře v Drážďanech se svými pěti staršími sourozenci.

## Manželství a děti
Dne 4. října 1926 se v Schloss Sibyllenort vdala za Josefa Františka Habsbursko-Lotrinského, nejstaršího syna arcivévody Josefa Augusta Rakouského a jeho manželky princezny Augusty Marie Luisy Bavorské. Z jejich manželství se narodilo osm dětí:
- 1. arcivévodkyně Markéta Rakouská (17. 8. 1925 Budapešť – 3. 5. 1979 Stockholm)[1]
  - ⚭ 1943 Sándor Cech-Erba Odescalchi (23. 3. 1914 Budapešť – 30. 6. 2008 Stockholm)[2]
- 2. arcivévodkyně Ilona Rakouská (20. 4. 1927 Budapešť – 12. 1. 2011 Freiburg im Breisgau)[3]
  - ⚭ 1946 (rozv. 1974) vévoda Jiří Alexandr Meklenburský (27. 8. 1921 Nice – 26. 1. 1996 Mirow)[4]
- 3. arcivévodkyně Anna Terezie Gabriela Rakouská (19. 4. 1928 Budapešť – 28. 11. 1984 Rottweil), svobodná a bezdětná[5]
- 4. arcivévoda Josef Arpád Habsbursko-Lotrinský (8. 2. 1933 Budapešť – 30. 4. 2017 Madrid)[6]
  - ⚭ 1956 Marie Löwenstein-Wertheim-Rosenberg (6. 11. 1935 Mnichov – 20. 7. 2018 Vídeň)[7]
- 5. arcivévoda István Dominik Anton Umberto Rakouský (1. 7. 1934 Budapešť – 24. 10. 2011 Tutzing)[8]
  - ⚭ 1971 Maria Anderl (* 27. 4. 1942 Dvořetín)[9]
- 6. arcivévodkyně Maria Kinga Beatrix Rakouská (* 27. 8. 1938 Budapešť)[10]
  - ⚭ 1959 (rozv. 1974) Ernö Kiss (12. 7. 1922 – ?)[11]
  - ⚭ 1988 Joachim Krist (3. 4. 1919 Świętochłowice – 15. 1. 2005 Mnichov)[9]
- 7. arcivévoda Géza Rakouský (* 14. 11. 1940 Budapešť)[12]
  - ⚭ 1965 rozv. 1991) Monica Decker (* 1. 12. 1939 Frankfurt nad Mohanem)[9]
  - ⚭ 1992 Elizabeth Jane Kunstadter (* 13. 7. 1956 Chicago)[9]
- 8. arcivévoda Michael Koloman Rakouský (* 5. 5. 1942 Budapešť)[13]
  - ⚭ 1966 Christiana von Löwenstein-Wertheim-Rosenberg (* 18. 9. 1940 Würzburg)[14]

Patnáct let po smrti prvního manžela (25. září 1957) se provdala podruhé, a to za Reginalda Kazanjiana (1905–1990), Američana arménského původu. Civilní sňatek se konal 28. července 1972 v Ženevě, církevní obřad pak 9. září 1972 ve Veyrier.
Zemřela 8. února 1976 v Mnichově.

## Tituly a oslovení
- 4. května 1903 – 4. října 1926: Její královská Výsost princezna Anna Saská, vévodkyně Saska
- 4. října 1926 – 28. července 1972: Její císařská a královská Výsost arcivévodkyně a princezna rakouská, princezna uherská, česká, chorvatská a vévodkyně Saska
- 28. července 1972 – 8. února 1976: Její císařská a královská Výsost arcivévodkyně a princezna Anna, paní Reginald Kazanjian, princezna uherská, česká, chorvatská a vévodkyně Saska

## Vývod z předků
|               |                                  |  |                          |                                              |  |  |  |  |  |  |  | Maxmilián Saský |
|               |                                  |  |                          |                                              |  |  |  |  |  |  |  |                 |
|               | Jan I. Saský                     |  |                          |                                              |  |  |  |  |  |  |  |                 |
|               |                                  |  |                          |                                              |  |  |  |  |  |  |  |                 |
|               |                                  |  |                          | Karolína Bourbonsko-Parmská                  |  |  |  |  |  |  |  |                 |
|               |                                  |  |                          |                                              |  |  |  |  |  |  |  |                 |
|               | Jiří I. Saský                    |  |                          |                                              |  |  |  |  |  |  |  |                 |
|               |                                  |  |                          |                                              |  |  |  |  |  |  |  |                 |
|               |                                  |  |                          | Maxmilián I. Josef Bavorský                  |  |  |  |  |  |  |  |                 |
|               |                                  |  |                          |                                              |  |  |  |  |  |  |  |                 |
|               | Amálie Augusta Bavorská          |  |                          |                                              |  |  |  |  |  |  |  |                 |
|               |                                  |  |                          |                                              |  |  |  |  |  |  |  |                 |
|               |                                  |  |                          | Karolína Frederika Vilemína Bádenská         |  |  |  |  |  |  |  |                 |
|               |                                  |  |                          |                                              |  |  |  |  |  |  |  |                 |
|               | Fridrich August III. Saský       |  |                          |                                              |  |  |  |  |  |  |  |                 |
|               |                                  |  |                          |                                              |  |  |  |  |  |  |  |                 |
|               |                                  |  |                          | Ferdinand Sasko-Kobursko-Gothajský           |  |  |  |  |  |  |  |                 |
|               |                                  |  |                          |                                              |  |  |  |  |  |  |  |                 |
|               | Ferdinand II. Portugalský        |  |                          |                                              |  |  |  |  |  |  |  |                 |
|               |                                  |  |                          |                                              |  |  |  |  |  |  |  |                 |
|               |                                  |  |                          | Maria Antonia Koháry de Csábrág              |  |  |  |  |  |  |  |                 |
|               |                                  |  |                          |                                              |  |  |  |  |  |  |  |                 |
|               | Marie Anna Portugalská           |  |                          |                                              |  |  |  |  |  |  |  |                 |
|               |                                  |  |                          |                                              |  |  |  |  |  |  |  |                 |
|               |                                  |  |                          | Petr I. Brazilský                            |  |  |  |  |  |  |  |                 |
|               |                                  |  |                          |                                              |  |  |  |  |  |  |  |                 |
|               | Marie II. Portugalská            |  |                          |                                              |  |  |  |  |  |  |  |                 |
|               |                                  |  |                          |                                              |  |  |  |  |  |  |  |                 |
|               |                                  |  |                          | Marie Leopoldina Habsbursko-Lotrinská        |  |  |  |  |  |  |  |                 |
|               |                                  |  |                          |                                              |  |  |  |  |  |  |  |                 |
| 'Anna Saská ' |                                  |  |                          |                                              |  |  |  |  |  |  |  |                 |
|               |                                  |  |                          |                                              |  |  |  |  |  |  |  |                 |
|               |                                  |  | Ferdinand III. Toskánský |                                              |  |  |  |  |  |  |  |                 |
|               |                                  |  |                          |                                              |  |  |  |  |  |  |  |                 |
|               | Leopold II. Toskánský            |  |                          |                                              |  |  |  |  |  |  |  |                 |
|               |                                  |  |                          |                                              |  |  |  |  |  |  |  |                 |
|               |                                  |  |                          | Luisa Marie Amélie Tereza Neapolsko-Sicilská |  |  |  |  |  |  |  |                 |
|               |                                  |  |                          |                                              |  |  |  |  |  |  |  |                 |
|               | Ferdinand IV. Toskánský          |  |                          |                                              |  |  |  |  |  |  |  |                 |
|               |                                  |  |                          |                                              |  |  |  |  |  |  |  |                 |
|               |                                  |  |                          | František I. Neapolsko-Sicilský              |  |  |  |  |  |  |  |                 |
|               |                                  |  |                          |                                              |  |  |  |  |  |  |  |                 |
|               | Marie Antonie Neapolsko-Sicilská |  |                          |                                              |  |  |  |  |  |  |  |                 |
|               |                                  |  |                          |                                              |  |  |  |  |  |  |  |                 |
|               |                                  |  |                          | Marie Isabela Španělská                      |  |  |  |  |  |  |  |                 |
|               |                                  |  |                          |                                              |  |  |  |  |  |  |  |                 |
|               | Luisa Toskánská                  |  |                          |                                              |  |  |  |  |  |  |  |                 |
|               |                                  |  |                          |                                              |  |  |  |  |  |  |  |                 |
|               |                                  |  |                          | Karel II. Ludvík Parmský                     |  |  |  |  |  |  |  |                 |
|               |                                  |  |                          |                                              |  |  |  |  |  |  |  |                 |
|               | Karel III. Parmský               |  |                          |                                              |  |  |  |  |  |  |  |                 |
|               |                                  |  |                          |                                              |  |  |  |  |  |  |  |                 |
|               |                                  |  |                          | Marie Terezie Savojská                       |  |  |  |  |  |  |  |                 |
|               |                                  |  |                          |                                              |  |  |  |  |  |  |  |                 |
|               | Alice Bourbonsko-Parmská         |  |                          |                                              |  |  |  |  |  |  |  |                 |
|               |                                  |  |                          |                                              |  |  |  |  |  |  |  |                 |
|               |                                  |  |                          | Karel Ferdinand Bourbonský                   |  |  |  |  |  |  |  |                 |
|               |                                  |  |                          |                                              |  |  |  |  |  |  |  |                 |
|               | Luisa Marie Terezie z Artois     |  |                          |                                              |  |  |  |  |  |  |  |                 |
|               |                                  |  |                          |                                              |  |  |  |  |  |  |  |                 |
|               |                                  |  |                          | Marie Karolína Neapolsko-Sicilská            |  |  |  |  |  |  |  |                 |
|               |                                  |  |                          |                                              |  |  |  |  |  |  |  |                 |